# Slănic-Moldova
Slănic-Moldova est une ville balnéaire de Moldavie roumaine, dans le județ de Bacău.